# Torre del agua de Everton
La torre del agua de Everton es una torre de agua situada en la calle Margaret en Everton, Liverpool. Es una de las señas de identidad del barrio. Se edificó en 1857 y está ubicada junto al parque Everton Brow, en un entorno urbano en el que predominan las terraced houses (casas pareadas) construidas en el último medio siglo. 

## Estructura
Está diseñada por  ingeniero civil municipal, Thomas Duncan. La torre consta de 3 pisos, en el primero se puede observar una serie de 12 arcos de estilo rústico, el segundo piso también consta de una arcada de 12 arcos, pero estos llevan en cada uno de ellos una banda de imposta, una piedra angular y una cornisa superior. El último piso contiene un tanque de agua con soportes de hierro.

## Subasta
La torre se puso a la venta en 2018 por la compañía de agua, (United Utilities), su propietaria, pues la torre carecía de uso entonces. Tras varias propuestas que no salieron adelante, la torre fue subastada y vendida a un comprador desconocido en febrero de 2019 por £ 70,000.